# Landtagswahl in Niederösterreich 1983
- SPÖ: 24
- ÖVP: 32

Die Landtagswahl in Niederösterreich 1983 fand am 16. Oktober statt. Die SPÖ verlor drei Mandate an die ÖVP. Die ÖVP erreichte mit 32 der 56 Mandate die absolute Mehrheit im Landtag.

## Antretende Parteien
Zur Wahl traten in Niederösterreich sechs Parteien an:
- Österreichische Volkspartei (ÖVP)
- Sozialistische Partei Österreichs (SPÖ)
- Freiheitliche Partei Österreichs (FPÖ)
- Kommunistische Partei Österreichs (KPÖ)
- Vereinte Grüne Österreichs (VGÖ)
- Alternative Liste Niederösterreich (ALNÖ)

## Amtliches Endergebnis
|                    | Ergebnisse 1983  | Ergebnisse 1983  | Ergebnisse 1983  | Ergebnisse 1979  | Ergebnisse 1979  | Ergebnisse 1979  | Differenzen | Differenzen | Differenzen |
| ------------------ | ---------------- | ---------------- | ---------------- | ---------------- | ---------------- | ---------------- | ----------- | ----------- | ----------- |
| Stimmen            | %                | Mand.            | Stimmen          | %                | Mand.            | Stimmen          | %           | Mand.       |             |
| Wahlberechtigte    | 1.142.955        |                  |                  | 1.027.372        |                  |                  | + 115.623   |             |             |
| Abgegebene Stimmen | 959.448          | 83,94 %          |                  | 899.491          | 87,55 %          |                  | + 59.957    | - 3,61 %    |             |
| ungültige Stimmen  | 19.918           | 1,74 %           |                  | 9.987            | 0,97 %           |                  | + 9.931     | + 0,77 %    |             |
| gültige Stimmen    | 939.530          | 82,20 %          |                  | 889.504          | 86,58 %          |                  | + 50.026    | - 4,38 %    |             |
| Partei             |                  |                  |                  |                  |                  |                  |             |             |             |
| ÖVP                | 512.528          | 54,55 %          | 32               | 441.431          | 49,63 %          | 29               | + 71.097    | + 4,92 %    | + 3         |
| SPÖ                | 388.501          | 41,35 %          | 24               | 403.708          | 45,39 %          | 27               | - 15.207    | - 4,04 %    | - 3         |
| FPÖ                | 15.861           | 1,69 %           | 0                | 28.700           | 3,23 %           | 0                | - 12.839    | - 1,54 %    | ± 0         |
| KPÖ                | 7.817            | 0,83 %           | 0                | 7.034            | 0,79 %           | 0                | + 783       | + 0,04 %    | ± 0         |
| VGÖ                | 9.274            | 0,87 %           | 0                | nicht kandidiert | nicht kandidiert | nicht kandidiert | + 9.274     | + 0,87 %    | ± 0         |
| ALNÖ               | 5.549            | 0,59 %           | 0                | nicht kandidiert | nicht kandidiert | nicht kandidiert | + 5.549     | + 0,59 %    | ± 0         |
| WBU                | nicht kandidiert | nicht kandidiert | nicht kandidiert | 7.725            | 0,99 %           | 0                | - 7.725     | - 0,99 %    | ± 0         |
| NDP                | nicht kandidiert | nicht kandidiert | nicht kandidiert | 906              | 0,10 %           | 0                | - 906       | - 0,10 %    | ± 0         |
| Gesamt             | 939.530          | 100 %            | 56               |                  |                  |                  |             |             |             |